# Antarktischer Riesenkrake
Der Antarktische Riesenkrake (Megaleledone setebos) ist ein Kopffüßer und die einzige Art der Gattung Megaleledone. Er lebt in der Antarktis. Beschrieben wurde die Art erstmals von Guy Coburn Robson im Jahr 1932. Die Gattung Megaleledone wurde im Jahr 1961 von Iwao Taki beschrieben. Der Antarktische Riesenkrake ist wahrscheinlich die Schwesterart aller in der Tiefsee lebenden Kraken mit einreihig angeordneten Saugnäpfen.

## Merkmale

### Anatomie
Megaleledone setebos hat eine durchschnittliche Mantellänge von 28 Zentimetern und erreicht eine Gesamtlänge von 90 Zentimetern. Das bisher schwerste Exemplar hatte ein Gesamtgewicht von 27 Kilogramm.
Die Schwimmhaut reicht tief und bedeckt an der tiefsten Stelle 40 % der Armlänge. An den Seitenarmen reicht sie am tiefsten. Auf dem Rücken und den ventralen Armen ist die Schwimmhaut am geringsten ausgebildet. Die Ränder erweitern sich bis zu den Tentakelspitzen. Die Tentakeln erreichen die zwei- bis dreifache Länge des Mantels und sind unterschiedlich lang. Die dorsalen Arme sind am kürzesten. Der Antarktische Riesenkrake hat vergleichsweise dicke Gliedmaßen. Die Saugnäpfe an jedem Arm sind in einer einzigen Reihe angeordnet. Große Tiere haben an jedem Tentakel 40 bis 69 Saugnäpfe. Vergrößerte Saugnäpfe sind nicht vorhanden. Bei männlichen Megaleledone setebos bildet der dritte rechte Arm den Hectocotylus, dessen Länge etwa 90 bis 95 % der übrigen Arme erreicht. An der Spitze befindet sich die Ligula, die drei bis vier Prozent der Armlänge ausmacht. Der Calmus ist von mittlerer Größe mit rund 40 % der Ligula-Länge. Der Begattungsarm weist nur 35 bis 40 Saugnäpfe auf.
Die Kiemen besitzen 10 bis 13 Lamellen pro Demibranch. Das Trichterorgan hat ein V-förmiges Aussehen. Die Radula besteht aus neun Elementen, sieben Zahnreihen und winzigen Platten. Der Ösophagus ist nur als Schwellung ausgebildet ohne sichtbaren Kropf. Ein Tintenbeutel ist vorhanden und öffnet sich nach außen hin vor dem Anus. Anale Klappen sind vorhanden.

### Aussehen
Die Hautfarbe des Antarktischen Riesenkraken variiert auf seiner Oberseite von rosa-cremefarbig bis grau-pink. Die ventrale Hautoberfläche ist cremefarbig. Der Körper ist mit rosaroten Flecken gesprenkelt. Ocellen, sogenannte falsche Augenflecken, sind nicht vorhanden. Die Haut ist lose und in großen Abständen mit feinen, abgerundeten, warzenförmigen Gebilden, genannt Papillen, bedeckt. Über den Augen befinden sich nur kleine Papillen. Der Antarktische Riesenkrake besitzt rund um den lateralen Rand des Mantels einen Hautkamm.
Wie alle Echten Kraken kann der Antarktische Riesenkrake durch eine Kombination aus verschiedenen Chromatophoren und einer Veränderung der Hauttextur sein Aussehen der Umgebung anpassen.

### Gift
Wie viele Echte Kraken besitzt Megaleledone setebos ein Gift, mit dem er seine Beutetiere erlegt und das auch bei Temperaturen unter dem Gefrierpunkt wirkt. Dieses Gift injiziert er, indem er kleine Löcher in die Schalen von Weichtieren bohrt und es dort einfüllt. Für den Menschen ist es ungefährlich.

## Lebensweise

### Lebensraum
Den Lebensraum der Art bildet der Antarktische Zirkumpolarstrom rund um die Antarktis. In den Gewässern rund um die Inseln der Subantarktis existiert die Art jedoch nicht. Der Antarktische Riesenkrake ist ein Tiefseebewohner und lebt in Tiefen zwischen 32 und 850 Meter unter dem Meeresspiegel auf schlammigen und sandigen Untergründen aus Kies und Felsen. Dort versteckt er sich vorzugsweise unter Schwämmen und Moostierchen.

### Fortpflanzung
Die Spermatophoren sind mit 150 bis 235 Millimeter vergleichsweise groß. Diese werden mit einem speziellen Tentakel, dem Hectocotylus, an das Weibchen übertragen. Der Antarktische Riesenkrake legt große Eier, die einen Durchmesser von bis zu 42 Millimeter erreichen.

## Evolution
Im Jahre 2008 wurden im Rahmen der Katalogisierung des Census of Marine Life (CoML), an der über 80 Nationen teilnehmen, darunter Biologen des British Antarctic Survey (BAS) in Cambridge, zahlreiche in der Antarktis sowie in der Tiefsee lebende Arten gesammelt, woraufhin eine Gruppe überwiegend australischer Forscher ihr Erbgut verglichen. Bei dieser Untersuchung war Megaleledone setebos Schwesterart einer Klade weiterer Arten, die alle in der Tiefsee, mit Verbreitungsschwerpunkt auf der Südhalbkugel, verbreitet sind. Nach den Methoden der molekularen Uhr ist die gemeinsame Klade etwa 33 Millionen Jahre alt. Die Daten bestätigen eine Hypothese, nach der die Tiefseearten alle von einem Vorfahren, der wie heute noch Megaleledone setebos im Schelfmeer der Antarktis lebte, abstammen könnten.
Neuere Untersuchungen derselben Arbeitsgruppe ergaben, dass die gemeinsame Klade der Antarktis- und Tiefseebewohner nicht näher mit der Gattung Eledone verwandt ist. Sie schlugen deshalb für diese Gattungen eine neue Familie Megaleledonidae vor.

## Historische Systematik
Erstmals benannt wurde die Art von Guy Coburn Robson als Graneledone setebos im Jahr 1932. Iwao Taki ordnete die Art im Jahr 1961 provisorisch der von ihm neu aufgestellten Gattung Megaleledone zu, konnte aber keine genaue Einordnung treffen, da ihm das Typmaterial nicht vorlag. Im Jahr 2003 konnte gezeigt werden, dass die von Taki neu beschriebene Art Megaleledone senoi identisch mit Graneledone setebos ist. Dabei wurde die Art Takis Gattung zugeordnet, deren Validität, trotz der Synonymisierung der Art, anerkannt blieb. Typusart der Gattung ist damit Megaleledone senoi (Synonym zu Megaleledone setebos).

## Verwechslung
Trotz desselben deutschen Namens gehört der Antarktische Riesenkrake nicht zu der Gattung der Riesenkraken (Enteroctopus).